# 扬-彼得·特韦斯
扬-彼得·特韦斯（德語：Jan-Peter Tewes，1968年11月20日—），德国男子曲棍球运动员。他曾代表德国参加1992年和1996年夏季奥林匹克运动会曲棍球比赛，获得一枚金牌。

## 家庭
哥哥斯特凡·特韦斯。